# Дризабон
Дризабон (Driza-Bone) — непромокаемый прорезиненный кожаный (или из грубого сукна) плащ-куртка. Распространена у жителей глубинки Австралии для защиты от дождя и солнца. Использован на саммите АТЭС 2007 в качестве национальной австралийской одежды. 
В переводе «дризабон» — это кость, не тронутая дождём. Из австралийского сленга: «dry as a bone».